# Media Lovin' Toolkit
Media Lovin' Toolkit (MLT) es un marco multimedia de código abierto, diseñado y desarrollado para la transmisión de televisión. Proporciona un conjunto de herramientas para emisoras, editores de video, reproductores multimedia, transcodificadores, transmisores web y muchos más tipos de aplicaciones. La funcionalidad del sistema se proporciona a través de una variedad de herramientas listas para usar, componentes de creación de XML y una API extensible basada en complementos.
Es utilizado por los editores de video Kdenlive y Shotcut, entre otros.

## Resumen técnico
MLT proporciona una API con dependencias mínimas ( POSIX y C99 ). El diseño es modular, lo que permite agregar nuevos componentes y simplifica la integración con otras bibliotecas y aplicaciones multimedia. El soporte está disponible para la creación y manipulación de medios basados en el tiempo, incluidas listas de reproducción, varias pistas, filtros y transiciones mediante DOM .
Existen enlaces de lenguaje de alto nivel para C++, Java, Lua, Perl, PHP, Python, Ruby y Tcl . MLT aprovecha los procesadores multinúcleo y el procesamiento GPU .
MLT tiene un diseño modular que admite múltiples bibliotecas como FFmpeg y Jack . A través de FFmpeg, MLT puede admitir casi todos los formatos de audio y video con operaciones optimizadas. Los efectos de video y audio incluyen escalado de imágenes, composición alfa, des entrelazado, enmascaramiento, seguimiento de movimiento, mezcla de audio, ganancia de audio y transiciones de borrado.
Otras características incluyen:
- Una selección de objetivos/perfiles de salida, incluido HD
- Edición de video sin pérdidas con una resolución de hasta 4K usando FFV1
- Un esquema de autoría XML
- Metadatos y esquemas basados en YAML para la documentación de módulos, sus servicios y parámetros
- Salida de transmisión IP en vivo a través de FFmpeg
- Programa de línea de comando: derretir
- Protocolo integral cliente-servidor y API para la programación de reproducción
- Protocolo de control de video MLT (MVCP) basado en el trabajo en dv1394d y diseñado en base a SGI MVCP